# Саевич, Платон Васильевич
Платон Васильевич Саевич (бел. Платон Васільевіч Саевіч; 30 ноября 1892, дер. Роматово, Гродненская губерния, Российская империя — 28 сентября 1956, Минск, Белорусская ССР, СССР) — советский организатор высшего образования и государственный деятель, министр просвещения Белорусской ССР (1947—1951).

## Биография
Окончил Свислочскую учительскую семинарию, в 1924 г. — Коммунистический университет имени Я. М. Свердлова.
В 1911 г. начал трудовую деятельность в качестве учителя.
Член РСДРП(б) с 1917 г. Был участником установления советской власти в Витебской губернии. Накануне Октябрьского вооруженного восстания был комиссаром Двинского железнодорожного узла, расположенного на пересечении стратегически важных для революции магистралей Петроград — Вильно и Рига — Орел.
С декабря 1917 г. находился на советской работе в городе Борисоглебске Тамбовской губернии, а в марте 1919 г. был назначен комиссаром связи 8-й армии на Южном и Кавказском фронтах, участвовал в боях против Деникина.
С 1924 по 1926 г. — заведующий агитационно-пропагандистским отделом и секретарь Растяпинского (затем — Дзержинского) районного комитета РКП(б) Нижегородской области.
- 1926—1928 гг. — декан и ректор Высшей коммунистической сельскохозяйственной школы Белоруссии имени В.И. Ленина,
- 1928 г. — ректор Белорусской академии сельского и лесного хозяйства имени октябрьской революции ( г.Горки),
- 1929—1932 гг. — ректор Коммунистического университета Белорусской ССР,
- 1932—1933 гг. — директор Института истории партии и Октябрьской Революции при ЦК КП(б) Белоруссии,
- 1933—1939 гг. — заведующий кафедрой Высшей коммунистической сельскохозяйственной школы Белорусской ССР.

С 1939 г. работал преподавателем партийных курсов при ЦК КП(б) Белоруссии.Участник Великой Отечественной войны: комиссар полка, начальник политотдела дивизии, начальник отдела пропаганды и агитации фронта — заместитель начальника политуправления фронта. Затем являлся политическим советником делегации в советско-американской комиссии по Корее.
В 1946—1947 гг. — заместитель заведующего отделом в ЦК КП Белоруссии. В 1947—1951 гг. — министр просвещения Белорусской ССР.
В результате конфликта с министром государственной безопасности Белорусской ССР Цанавой по результатам расследования комиссии ЦК КП(б) Белоруссии во главе с М.В. Зимяниным его исключили из партии. 16 мая 1951 года он был арестован и в том де году по обвинению в шпионаже, национализме, контрреволюционной деятельности был осуждён на 25 лет лишения свободы, отбывал наказание под Тайшетом в Озёрлаге МВД. Постановлением Комитета государственной безопасности Белорусской ССР и военного прокурора Белорусского военного округа от 5 августа 1954 г. следственное дело было прекращено. В 1956 г. был реабилитирован.
Избирался депутатом Верховного Совета СССР 2-го созыва. Член ЦК КП(б) Белоруссии (1932—1934, 1949—1951), член ЦИК Белорусской ССР (1929—1931).

## Награды и звания
Был награжден орденами Красной Звезды, Красного Знамени и Отечественной войны 1-й степени.